# Eodorcadion tuvense
Eodorcadion tuvense là một loài bọ cánh cứng trong họ Cerambycidae.